# Vseživljenjsko učenje
Vseživljenjsko učenje (VŽU) v današnji družbi zaradi potrebe trga in iskalcev zaposlitve ne predstavlja več neznanke oziroma. tabuja, temveč je vse bolj pogosto. Gospodarsko ekonomska kriza je k temu prispevala dobršen delež brezposelnih, ki so premalo izobraženi ali pa se želijo prekvalificirati v svojem poklicu, da bi dobili želeno delovno mesto. Zato je Evropska unija skupaj s svojimi članicami oblikovala več programov vseživljenjskega učenja, ki so na voljo v več državah in pomembno prispevajo k izboljšanju izobrazbene strukture prebivalstva. Prav tako nam nudi možnost samo-izobraževanja zgolj za samoizpopolnitev na že obstoječem delovnem mestu ali pa tudi učenje zgolj zaradi želje po "vedeti več". Vsekakor je VŽU proces, ki bo vsem udeležencem doprinesel mnogo dobrin. 

### Vseživljenjsko učenje - VŽU
Splošno sprejeta definicija pravi, da je vseživljenjsko učenje prostovoljna in samo-motivirana dejavnost učenja posameznika iz osebnih ali poklicnih razlogov,  učenje in  izobraževanje  s pomočjo formalnih ali neformalnih poti do pridobitve znanja .
Tudi najmodrejši um se mora še česa naučiti.— —Santayana .

### Zakaj vseživljenjsko učenje?
Sam pojav demografskih in mnogih tehnoloških sprememb v modernih družbah izpostavlja pomen vseživljenjskega učenja. Tako na področju izobrazbe in učenja ter usposabljanja nastopa vrsta akterjev kot tudi raznih ponudnikov raznih oblik učenja. Znano je že, da se ljudje učimo iz različnih vzrokov, bodisi osebnih ali drugih. Sama teorija učenja pravi, da se ljudje najbolje in največ naučimo skozi izkušnje, na delu, skupaj z drugimi ljudmi in s pomočjo drugih, ki nam lahko nastopajo kot zgledi ali mentorji. Nudijo nam praktična znanja, implicitno ali teoretično znanje, eksplicitno, pogosto zapisano znanje in podobno  .
Pri vseživljenjskem učenju največkrat mislimo na vseživljenjsko izobraževanje odraslih, ki niso uspeli dokončati svoje predhodne izobrazbe ali pa že imajo poklic in samo dopolnjujejo svoje znanje in spretnosti ali se pa želijo prekvalificirati. Ljudje se učijo zaradi različnih razlogov - osebnega razvoja, želje po samouresničenju, zaradi veselja, zelo pogosto pa tudi zaradi strokovnega razvoja. 
Različne države izvajajo programe vseživljenjskega učenja, ker le ti dvigujejo izobrazbeno strukturo prebivalstva,  povečujejo socialno vključenost, promovirajo politiko posameznih držav med njenimi državljani, višajo konkurenčnost ter zaposljivost in povečujejo kompetence delovne sile. Omogoča razvoj in razširitev vrednost, spretnosti ter razumevanja, ki jih ljudje potrebujejo skozi življenje, spodbuja ustvarjalnost in prilagajanje okoliščinam ter okoljem.
Podjetja, strokovna združenja in druge organizacije so pomembni udeleženci vseživljenjskega učenja. V vzrok in hkrati odgovor hitrim tehnološkim spremembam je v zadnjih petdesetih letih, so organizacije, da bi povečale predvsem konkurenčnost, našle rešitev v VŽU. Tako se v okolju učijo in se mu skušajo prilagoditi, ali pa nanj proaktivno vplivati  .

#### Temeljne kategorije
- FORMALNO IZOBRAŽEVANJE ZA PRIDOBITEV JAVNO PRIZNANE SPLOŠNE IZOBRAZBE (osnovno izobraževanje odraslih, pridobitev osnovnošolske izobrazbe, splošno srednje izobraževanje
- FORMALNO IZOBRAŽEVANJE ZA PRIDOBITEV STROKOVNE ALI POKLICNE IZOBRAZBE (izobraževanje za pridobitev poklicne in strokovne izobrazbe na srednji, višji in visoki stopnji, ki se konča z javno priznanim spričevalom, specializacije, drugo izobraževanje za poklicno delo ali poklic)
- NEFORMALNO SPLOŠNO IZOBRAŽEVANJE (za lastni ali osebnosti razvoj, za družbene vloge, za družbeno blaginjo),
- NEFORMALNO IZOBRAŽEVANJE ZA POKLIC ALI POKLICNO DELO (uvajanje ali privajanje na delo ali drugo usposabljanje za opravljanje delovnih ali poklicnih nalog ali funkcij, tudi usposabljanje)
- IZPOPOLNJEVANJE (razširjanje, poglabljanje, posodabljanje) [2] ().

### VŽU in evropska politika
VŽU je prav tako eno izmed temeljnih načel, ki jo vodi politika Evropske unije. Prvič se omenja leta 1973, in sicer v poročilu Janne, nato pa še v dokumentih Komisije, v Memorandumu o visokem šolstvu v Evropskih skupnostih (Memorandum on Higher Education in the European Community) in Memorandomu o odprtem učenju na daljavo v Evropskih skupnostih (Memorandum on Open Distance Learning in European Community). Kasneje, leta 1995, so izdali tudi poglavitni vir navodil ter napotkov za politiko Skupnosti o vseživljenjskem učenju z naslovom Bela knjiga Evropske komisije »Poučevanje in učenje – k učeči se družbi« (Teaching and Leargning – Towards the leargning society). Knjiga si v sredi postavlja vprašanje o insticionaliziranem konceptu vseživljenjskega učenja.   Delovni program Unije  Izobraževanje in usposabljanje iz leta 2010 določa okvir za nacionalno in evropsko politično sodelovanje, celoviti akcijski načrt pa je osnova za programe, ki jih Unija financira med leti 2007 – 2013. Oba programa predvidevata predvsem pomen visokošolskega in poklicnega izobraževanja znotraj EU za odpiranje novih delovnih mest ali zapolnitev prostih ter za rast socialne razsežnosti. 
Na zasedanju Sveta Evropske unije so marca 2000 v Lizboni udeleženci sklenili, da se EU sooča z izjemnimi spremembami, ki jih narekujeta globalizacija in na znanju zasnovano gospodarstvo. Njihov cilj je bil, da do leta 2010 postane EU »najbolj konkurenčno in dinamično, na znanju temelječe gospodarstvo na svetu, sposobno trajnostne gospodarske rasti z več in boljšimi delovnimi mesti ter z več socialne povezanosti«. Tako je nastala t. i. Lizbonska deklaracija, ki je v osredo vzela predvsem prihodnost sistemov izobraževanja in usposabljanja. Ustanovitelji so čutili potrebo po občutnem povečanju vlaganj v človeške vire in dali večji pomen sektorju izobraževanja in usposabljanja..

#### Program Vseživljenjsko učenje (2007 - 2013)
Program Vseživljenjsko učenje je osrednji program EU na področju izobraževanja in usposabljanja. Ustanovljen je bil za obdobje 2007-2013 s sklepom Evropskega parlamenta in Sveta in je naslednik programov Socrates in Leonardo da Vinci (2000-2006). Namen programa je prispevati k razvoju družbe z vrhunskim znanjem, trajnostnim gospodarskim razvojem, več in bolj kakovostnimi delovnimi mesti in večjo socialno kohezijo ter zagotavljanje varstva okolja za prihodnje generacije. Podpira izmenjavo, sodelovanje in mobilnost med sistemi izobraževanja in usposabljanja v Evropi, tako da bodo postali svetovna referenca za kakovost. Program se deli na štiri dele oziroma tako imenovane podprograme, ki so namenjeni številnim ciljnim skupinam vse od vzgoje in izobraževanja otrok v vrtcih pa do študentov in oseb na trgu dela, podjetij ter raznih izobraževalnih agencij, društev, nevladnih organizacij. Skratka vključuje odrasle, ki se v svojem delovnem življenju kot tudi v tretjem življenjskem obdobju vračajo k izobraževanju in učenju. V okviru programskih aktivnosti se te delijo na: centralizirane (Izvršna agencija v Bruslju) in decentralizirane (nacionalna agencija v matični državi). Velika večina programskih sredstev (80%) je namenjena decentraliziranim, od tega v Sloveniji to pomeni približno 7,5 milijona evrov denarja. V Sloveniji naloge nacionalne agencije vrši CMEPIUS, ki se veže predvsem na skupna programska pravila, ki so bila določena v Sklepu, Vodniku za Nacionalne agencije in na navodila Komisije. Razpisi se objavljajo na strani CMEPIUS in razpisna dokumentacija vsebuje objavo v evropske uradnem listu, skupni evropski razpis, prednostne naloge in finančno administrativna pravila, nacionalna pravila, prijavni obrazci in nenazadnje tudi praktično uporaben Vodnik za prijavitelje.
V VŽU programu sodelujejo naslednje države: 
vse države članice EU (Avstrija, Belgija, Ciper, Češka republika, Danska, Estonija, Finska, Francija, Grčija, Hrvaška, Irska, Italija, Latvija, Litva, Luksemburg, Madžarska, Malta, Nemčija, Nizozemska, Poljska, Portugalska, Slovaška, Slovenija, Španija, Švedska, Združeno kraljestvo, Bolgarija in Romunija) ter 
države članice EEA/EFTA (Islandija, Norveška, Lihtenštajn), Švica in tudi Turčija.
. 

##### Aktivnosti Programa VŽU
Znotraj programa in podprogramov pa ločimo tudi več tipskih aktivnosti, med katerimi najdemo MOBILNOST, PARTNERSTVO, VEČSTRANSKI PROJEKTI, TEMATSKE MREŽE IN SPREMLJEVALNI UKREPI.  Pri mobilnosti je glaven namen omogočiti sodelujočemu osebni, študijski ali poklicni razvoj z določeno mednarodno dimenzijo, pri čemer cilja posameznik predvsem na tujino. Tukaj mobilnost variira po dolžini in namenu - ločimo krajše izpopolnjevanje, strokovni obisk, možnost študija in prakse v tujini in drugo. Pri aktivnosti partnerstva se znajdejo administrativno manj zahtevni projekti, ki pa med seboj povezujejo vsaj tri partnerske organizacije iz tudi vsaj treh držav. Nato projekt zaznamuje skupna tema, poudarek pri tej aktivnosti je pa predvsem na medsebojnem, vzajemnem in mednarodnem sodelovanju. Po drugi strani pa večstranski projekti predstavljajo nekoliko zahtevnejšo obliko projektov, ki že zahteva dokaj visoko raven vsebinske strokovnosti, kot tudi  znanja in določeno mero izkušenj s področja vodenja projektov, spretnosti komunikacije, partnerje in nadzor nad njimi, finančno načrtovanje in strukturiranje aktivnosti ter nenazadnje tudi upoštevanje specifičnih finančno - administrativnih pravil. Ta oblika projektov je na voljo edino v podprogramu Leonardo da Vinci -Prenos inovacij. Centralizirane aktivnosti tematske mreže in spremljevalni ukrepi pa razpisuje in upravlja izvršna agencija v Bruslju. Tu gre za zahtevno obliko projektov, kjer je predvideno veliko število partnerjev in strokovno delo s pomembnim učinkom na evropski ravni. 
.

### VŽU vSloveniji
Vizija VŽU se je pojavila in razširila tudi v Sloveniji iz podobnih razlogov kot v EU: želeli so nuditi posamezniku in družbi informacije, dostopno znanje in razumevanje, kar pa je nujno potrebno za razvoj in preživetje države ter državljanov v hitro se spreminjajočih sodobnih razmerah. Za promocijo se je uveljavil slogan »Slovenija, učeča se dežela«, vse skupaj pa je nastalo v sklopu uresničevanja programa EU »Izobraževanje in usposabljanje 2010«. V Sloveniji  z VSU programi želijo krepiti ustvarjalnost, podjetnost in znanje, spretnosti ter kvalifikacije, ki jih državljani potrebujejo za aktivno udeležbo v gospodarskem in družbenem življenju za večjo kakovost življenja .

#### Programi VŽU V Sloveniji
Tako so bili ustanovljeni centri vseživljenjskega učenja (CVŽU), ki so programi, katerih namen je, odraslih omogočiti možnosti za pridobivanje znanj in spretnosti. So sicer regijsko zasnovani, povezujejo socialne partnerje, gospodarstvo in izobraževalne ustanove. Danes sodeluje trinajst CVŽU, predvsem vidni so CVŽU Gorenjska, CVŽU INTI.SI, CVŽU »UM«, CVŽU VITA, CVŽU Obalno-kraške regije, CVŽU Koroška, CVŽU Savinjska. Financira jih Ministrstvo za šolstvo in šport ob pomoči Evropskih socialnih skladov.  Delujejo tudi Medpojetniški izobraževalni centri MIC, ki so organizacijske enote znotraj srednješolskih centrov. Namen je izvajanje praktičnega  usposabljanja vajencev, dijakov in študentov višješolskega študija ter praktično izobraževanje odraslih za kvalifikacije, prekvalifikacije, specializacije, certifikatno potrjevanje znanj in sposobnosti. Poleg obeh omenjenih delujejo še Centri odličnosti, Projektno učenje za mlajše odrasle, Študijski krožki, Zveza ljudskih univerz, Phare 2003, Program VŽU Evropske unije, usposabljanje izobraževancev, ustanove podjetniške podpore, mreže šol… .
Nekatere države želijo s pomočjo VŽU v prvi vrsti svoje prebivalce opismeniti, med njimi tudi Slovenija. V Sloveniji je moč zaznati precej nižji delež prebivalcev  s terciarno izobrazbo. Do leta 2010 je uspelo povečati delež pismenih v Sloveniji na 21 %, pri starostni skupini 25 let in več, kar je blizu povprečne ravni za države OECD sredi 90. let. 
O napredku je moč sklepati iz povprečnega števila let izobraževanja prebivalcev Slovenije. Leta 1995 je se je povprečni Slovenec izobraževal 10,8 let med tem ko se je leta 2002 že 11,2 leta. Po definiciji Unesca iz leta 1978 je funkcionalno pismena oseba tista, ki je zmožna sodelovati v vseh življenjskih dejavnostih, v katerih se zahteva pismenost za vsakdanje delovanje v družbeni skupnosti ter uporablja svoje bralne, pisne in računske spretnosti za osebni razvoj in razvoj družbene skupnosti. Glede funkcionalne pismenosti je viden napredek v zadnjih letih zlasti pri izobraževanju mladih generacij, to pa s pomočjo programa računalniškega opismenjevanja. Starejše skupine prebivalstva obvladujejo uporabo sodobne tehnologije počasneje. Internet uporablja skoraj 90% visoko izobraženih prebivalcev, med nižje izobraženimi pa le 10% .